# Pinacia syntypistis
Pinacia syntypistis là một loài bướm đêm trong họ Noctuidae.